# Хнумхотеп I
Хнумхотеп I (егип. ẖnmw-ḥtp — «Хнум умиротворён») — номарх Менат-Хуфу и «великий предводитель» XVI верхнеегипетского нома Махедж во 2-я трети XX века до н. э. Был назначен на должность царём Аменемхетом I после пресечения местной династии номархов. «Возлюбленный номарх Менат-Хуфу, наследный князь, великий предводитель в номе Махедж, казначей царя Нижнего Египта, начальник Нехеба, распорядитель жрецов, друг единственный, сладостный действием, настоящий знакомый царя». Дед номарха Хнумхотепа II.

## Политическая биография
Основным источником, повествующим о биографии Хнумхотепа I является относительно хорошо сохранившаяся автобиографическая надпись на восточной и северной стенах его гробницы в Бени-Хасане, датированная временем правления царя Аменемхета I.
Восхождение Хнумхотепа по карьерной лестнице, по-видимому, совпало с приходом к власти новой, XII династии. Основатель династии, Аменемхет I, занял египетский престол в результате пресечения или свержения XI династии, что, вероятно, сопровождалось определённой борьбой за власть. В этой борьбе одним из сподвижников Аменемхета был будущий номарх Хнумхотеп. В одной из надписей из его гробницы в Бени-Хасане говорится, что новому царю пришлось кого-то изгнать из Египта. Хнумхотеп присоединился к Аменемхету в его походе по Нилу во главе 20 кораблей, построенных из кедра, после чего Аменемхет «вытеснил его [врага] c обоих берегов земли негров… чтобы поразить обитателей южной окраины. [Войско] его многочисленное повергло землю чужеземную, пребывающую на обоих берегах, [причем там] установлен порядок [?]». Победоносный поход увенчался захватом богатой добычи и множества пленников: «те, которые
были доставлены — её великие и малые, и те, которые были в качестве рабов…».
Именно после этого Хнумхотеп I получил в управление стратегически важный город Менат-Хуфу. Аменемхет I лично прибыл для того чтобы утвердить Хнумхотепа I в должности «князя и начальника восточных стран», при этом царь установил границы его владений, «поставил южную границу, утвердил северную, как небо». Через некоторое время Хнумхотеп был назначен «великим предводителем» XVI нома Махедж после того как там пресеклась местная династия. Царь вновь установил границы нома Махедж, он «поставил пограничные столбы: на юге до нома Ермопольского, на севере — до нома Кинополь; он разделил великую реку пополам, воды, поля, деревья, пески до западных высот». По мнению ряда исследователей, назначение Хнумхотепа на должность номарха Махеджа произошло в 5 году правления царя Аменемхета I, то есть около 1971 года до н. э. (по хронологии Юргена фон Бекерата). Таким образом, Хнумхотеп сосредоточил в своих руках управление сразу двумя административными единицами — округом Менат-Хуфу и номом Махедж.
Хнумхотеп неоднократно участвовал в военных походах Аменемхета I, в частности, в войне с ливийскими племенами, обитавшими к западу от дельты Нила и постоянно угрожавшими плодородным районам северо-западного Египта. В гробнице Хнумхотепа сохранились изображения сцен битвы и пленных ливийцев, мужчин и женщин с маленькими детьми, приведённых номархом в качестве добычи из ливийского похода. Согласно биографической надписи Хнумхотепа, он принимал участие и в нубийских походах Аменемхета I.
После смерти Хнумхотепа I его титулы и должности унаследовал его сын Нахти I (Нахт I), полномочия которого были подтверждены новым царём Египта Сенусертом I. Тем не менее, должность «великого предводителя» нома Махедж, по всей видимости, вскоре перешла к другому семейству, к которому принадлежал номарх Амени. Некоторые исследователи (Морэ, Тураев) однако считают Амени старшим сыном Хнумхотепа I.

## Титулатура
Хнумхотеп I обладал стандартной для номархов Среднего царства набором светских и религиозных титулов и почётных эпитетов:
- «Наследный князь (егип. jry pʿt), номарх (егип. ḥȝty-ʿ), казначей царя Нижнего Египта (егип. ẖtmty-bjty)»
- «Великий предводитель в номе Махедж в его совокупности» (егип. ḥry-tpʿȝ m Mȝ-ḥḏ mj-qd.f)
- «Начальник Нехеба, распорядитель жрецов» (егип. ḥry-tp Nḫb)
- «Друг единственный (егип. smr-wʿty), сладостный действием, настоящий знакомый царя»[11][12][13][14].

## Происхождение и семья
О происхождении Хнумхотепа I, помимо того, что он был родом из Элефантины, ничего не известно. Сведения о его отце не сохранились, о его матери известно лишь её имя — Бакет. От имени жены Хнумхотепа в росписях его гробницы сохранилось лишь начало словосочетания «Сат-Ип…» — «Дочь …[?]». Под этим именем она и вошла в историю. Сат-Ип носила титулы «наследная княгиня», «жена номарха», «блаженная при Хатхор, владычице Неферус», «владычица трепета», «госпожа женщин всяких», «хозяйка дома».
У Хнумхотепа I и Сат-Ип было двое детей: сын Нахти I, наследовавший отцу, и дочь Бакет, выданная замуж за Нехери I, сына Себеканха и наместника «Новых Городов». От брака Бакет и Нехери I родился будущий наследный князь Менат-Хуфу Хнумхотеп II.

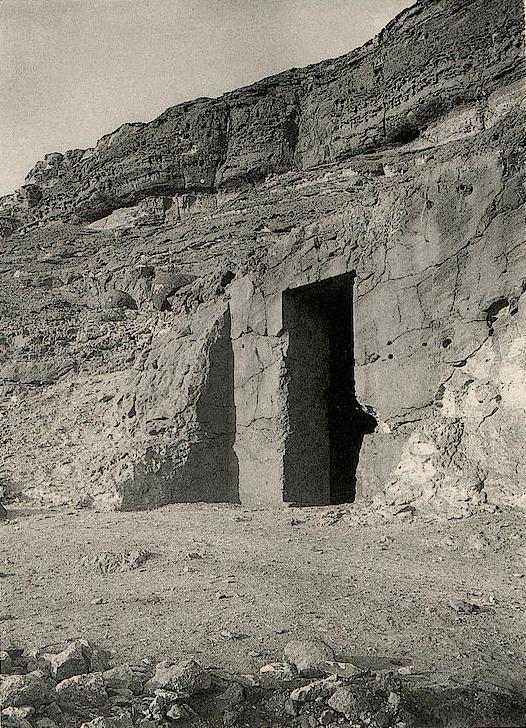
Вход в гробницу Хнумхотепа I. Бени-Хасан. 1893 год

## Гробница
Гробница Хнумхотепа I, обозначенная № BH14, в знаменитом некрополе Бени-Хасан принадлежит к числу наиболее интересных для изучения бенихасанских захоронений. Гробница вырублена в одной из скал на восточном берегу Нила между современными городами эль-Минья и Маллави как часть погребального комплекса. Фасад усыпальницы не содержит каких-либо архитектурных украшений (колонн и т. п.), вход в гробницу вырублен прямо в известняковой скале с западной стороны. Собственно гробница состоит из одного прямоугольного помещения, вырубленного в породе мягкого белого известняка. Посреди гробницы, ближе к восточной стене, были установлены две колонны на круглых базах, увенчанные капителями в форме цветов лотоса (от этих колонн до нас дошли лишь базы и верхние части капителей). На колонны опирался архитрав, визуально разделявший гробницу на восточную и западную части. У южной и северной стен архитрав опирался на небольшие прямоугольные выступы, напоминающие пилястры. Потолок помещения гробницы был слегка изогнут, подобно арке.
В юго-западном и северо-западном углах гробницы находятся погребальные шахты, разграбленные ещё в древности. На западной стене к югу от входа вверху находится биографическая надпись Хнумхотепа I, внизу — существенно повреждённое изображение сцен плавания на кораблях. К северу от входа сохранились фрагменты изображений женских фигур и следы «ложной двери», сопровождаемой тремя стандартными жертвенными формулами. Росписи южной стены не сохранились. Росписи на северной стене структурированы в шесть горизонтальных поясов, три нижних из которых почти не сохранились. В центре западной части северной стены находится изображение стоящей номаршей четы, занимающее в высоту пять поясов снизу вверх. На уровне второго-третьего поясов перед Хнумхотепом изображён жертвенный стол с ритуальными дарами под ним. Вокруг номарха и его жены помещены изображения жрецов, совершающих жертвоприношения (четвёртый пояс), работников, давящих виноград (пятый пояс) и охотников в пустыне (шестой пояс). Над номаршей четой находится надпись с титулами и эпитетами Хнумхотепа. Фрески той части северной стены, что находится восточнее условного пилястра, практически не сохранились. Бо́льшая часть изображений восточной стены также разрушена, однако здесь сохранились сцены осады крепости, шествия пленных ливийцев, борьбы и др.
Гробница была наиболее подробно исследована и описана в четырёхтомнои издании Перси Ньюбери и Френсиса Гриффита, опубликованном в 1893—1900 годах.